# Erzengel-Michael-Kirche (Tschernjachowsk)

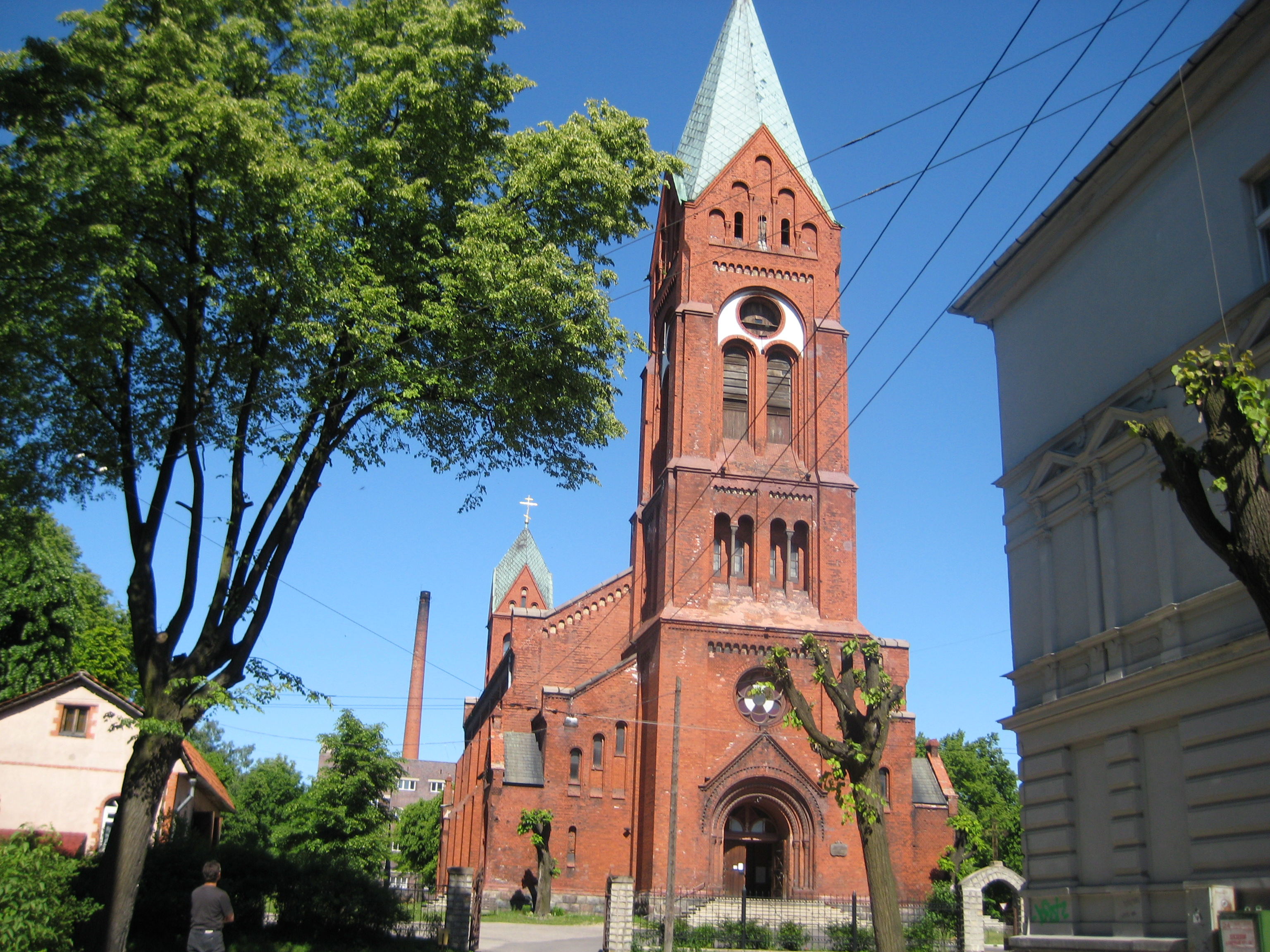
Der 60 Meter hohe Westturm der Kirche

Die Erzengel-Michael-Kirche (russisch Кирха Архангела Михаила) in Tschernjachowsk (bis 1946 Insterburg) ist seit 1992 Gotteshaus der russisch-orthodoxen Kirche. Sie wurde in den Jahren 1886 bis 1890 in neuromanischem Stil gebaut. Bis 1945 diente sie der reformierten Gemeinde Insterburg als Kirche und war lange Zeit Garnisonkirche. Die Kirche steht in der südlichen Altstadt, östlich des Stadtparks (russisch gorodskoi park).

## Gebäude
Die Grundsteinlegung für den Neubau der Reformierten Kirche in Insterburg wurde 1886 vollzogen. Damit wurde ein Ersatz für den ersten, bereits 1735 errichteten einfachen Bau geschaffen. In vierjähriger Bauzeit wurde das Gotteshaus nach den Plänen des Berliner Architekten Friedrich Adler errichtet, der als Dezernent für Kirchenbau ein ranghoher Baubeamter in der staatlichen Bauverwaltung war. Am 24. April 1890 wurde die Kirche eingeweiht, wobei sie der reformierten Tradition entsprechend keinen Namen erhielt. Prägende Wirkung haben der 60 Meter hohe Turm im Westen und zwei kleinere Türme im Osten.
Nach dem Zweiten Weltkrieg diente die Kirche zunächst bis 1979 als Lagerhalle, auch als Club und zuletzt als Basketballsporthalle des Clubs Spartak Tschernjachowsk. Im Jahr 1986 brannte das Gebäude aus und begann allmählich zu verfallen.
Im Jahr 1989 ergriffen Bürger der Stadt die Initiative und stoppten den Niedergang. Das Bauwerk erhielt noch im selben Jahr ein neues Kupferdach, nachdem es von der Russisch-orthodoxen Kirche übernommen worden war. Diese richtete das Gotteshaus u. a. mit dem Einbau einer Ikonostase liturgisch angemessen her, und am 2. Mai 1992 wurde die „neue“ Kirche durch den damaligen Erzbischof und Metropoliten der Diözesen Smolensk und Kaliningrad Kyrill feierlich dem Erzengel Michael geweiht.

## Gemeinde

### Reformiert

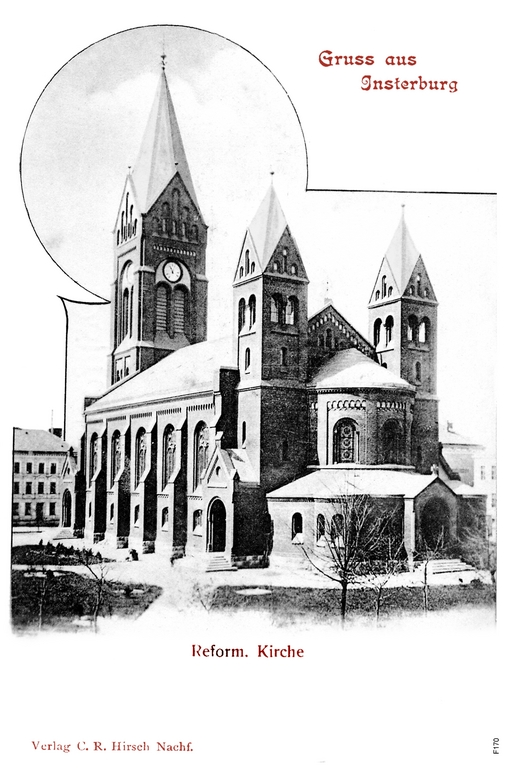
Ehemalige Reformierte Kirche, heute orthodoxe Erzengel-Michael-Kirche, historische Ansichtskarte vor 1945

Eine reformierte Gemeinde wurde in Insterburg 1701 von Schotten, nach der Pest 1709/1710 von Nassauern und Schweizern gebildet, für die 1735 eine Kirche gebaut wurde. Zeitweise waren hier zwei Prediger tätig. Die Kirchengemeinde gehörte vor 1945 mit ihren 1.700 Gemeindegliedern zur Kirchenprovinz Ostpreußen der Kirche der Altpreußischen Union, nicht aber – wie die Gemeinden der Insterburger Luther- bzw. Melanchthonkirche – zum Kirchenkreis Insterburg, sondern zu einer speziell deutsch-reformierten Inspektion Königsberg. Die Insterburger Gemeinde umfasste die reformierten Kirchenglieder in der Stadt und im Landkreis Insterburg mit Ausnahme der zu Neunischken (1938–1946 Neunassau, russisch: Priwolnoje) gehörenden Ortschaften.
Aufgrund von Flucht und Vertreibung der einheimischen Bevölkerung kam auch das reformiert-kirchliche Leben in Insterburg zum Erliegen. Erst in den 1990er Jahren bildete sich in Tschernjachowsk eine evangelisch-lutherische Gemeinde, und die Stadt wurde Sitz eines eigenen Pfarramtes für die Kirchenregion Tschernjachowsk mit über 20 Gemeinden. Die Pfarrei ist der Propstei Kaliningrad in der Evangelisch-lutherischen Kirche Europäisches Russland zugeordnet.

#### Pfarrer (1701–1945)
In der Zeit des Bestehens der reformierten Gemeinde in Insterburg amtierten 14 Geistliche an der Kirche:
- Christian Ernst König, 1701–1717
- Wilhelm Crichton, 1718–1730
- Jakob Wilhelm Tamnau, 1730–1757
- Jean Pierre Remy, 1731 und 1736–1740
- Jakob Schröder, 1741–1779
- Johann Christoph Müller, 1762–1771
- Ernst Heinrich Cannot, 1771–1797
- Anton Ludwig Théremin, 1781–1782
- Karl Lambert, 1783–1819
- Johann Gottlieb Kramer, 1819–1833
- Johann Franz Albert Gillet, 1834–1856
- Hermann Th. Hch. Adalb. Merguet, 1846–1876
- Emil August D. Hundertmarck, 1876–1919[8]
- Waldemar Lüders, ab 1927

### Orthodox
In den 1990er Jahren hat sich in Tschernjachowsk eine russisch-orthodoxe Gemeinde gebildet, die sich zusammen mit den Stadtbehörden der vom Verfall bedrohten Reformierten Kirche annahm und sie übernahm. Tschernjachowsk ist eine Gemeinde in der 2009 aus den Diözesen Smolensk und Kaliningrad gebildeten Diözese Kaliningrad und Baltijsk (Königsberg und Pillau).